# 陳文煥 (嘉靖進士)
陳文煥（1541年—1593年），字汝昭，號静菴，江西撫州府臨川縣人，民籍，明朝政治人物。

## 生平
嘉靖四十年（1561年）辛酉科江西鄉試第七十二名舉人。嘉靖四十四年（1565年）中式乙丑科會試第二百五十五名，三甲第十一名進士。兵部观政，本年六月授绍兴府推官，隆慶二年（1568年）六月行取，九月升刑部主事，四年十二月改四川道御史，六年巡按陕西，万历元年（1573年）二月升浙江嚴州府知府。五年正月升浙江通泰兵备副使，六年正月致仕。十六年十二月起四川副使，二十年五月升浙江右参政，二十一年卒。

## 家族
曾祖陳旭初；祖父陳稷；父陳廉，累赠御史；前母符氏；母萬氏，封太孺人。兄文昌（庠生）、文熜、陳文燧（副使）、陳文煌（推官）、弟文焯（举人）、文炌（庠生）。